# Oliver Twist (film fra 1922)
 For alternative betydninger, se Oliver Twist (flertydig). (Se også artikler, som begynder med Oliver Twist)
Oliver Twist er en amerikansk stumfilm fra 1922 af Frank Lloyd.

## Medvirkende
- Jackie Coogan som Oliver Twist
- Lon Chaney som Fagin
- Edouard Trebaol
- George Siegmann som Bill Sikes
- Gladys Brockwell som Nancy
- James A. Marcus som Mr. Bumble
- Aggie Herring som Mrs. Corney